# Claude Hubaux
Claude Nestor Louis Hubaux (Marcinelle, 31 januari 1920 – Charleroi, 2 september 1979) was een Belgisch politicus voor de PLP.

## Levensloop
Hubaux werd beroepshalve handelaar en vocht als vrijwilliger mee bij de Achttiendaagse Veldtocht van mei 1940. Van 1958 tot 1961 werkte hij tevens als kabinetsattaché bij minister van Economische Zaken Jacques Van der Schueren. Bovendien was hij ook actief als vrijmetselaar.
Op jonge leeftijd trad hij toe tot de Liberale Partij en werd in 1937 schatbewaarder en later secretaris van de Liberale Jonge Wacht van Marcinelle, waar hij na de Tweede Wereldoorlog in 1945 de voorzitter van werd. Enkele jaren later werd hij ook verkozen in het partijbureau van de liberale federatie van het arrondissement Charleroi, waar hij later de voorzitter van werd. Na de omvorming van Liberale Partij tot PVV-PLP, werd Hubaux in 1961 onder partijvoorzitter Omer Vanaudenhove adjunct-nationaal secretaris van de partij.
Van 1965 tot 1977 zetelde hij voor de PLP en vervolgens de PRL namens het arrondissement Charleroi in de Kamer van volksvertegenwoordigers. In 1964 werd hij tevens verkozen tot gemeenteraadslid van Charleroi, waar hij van 1965 tot 1966 schepen was. Vervolgens was hij van 1966 tot 1976 burgemeester van de stad in opvolging van de overleden Gérard-Octave Pinkers.
Van april tot juni 1974 was hij bovendien staatssecretaris van Waalse Economie, Ruimtelijke Ordening en Huisvesting in de Regering-Tindemans I.
Nadat hij in 1977 niet meer herkozen werd als volksvertegenwoordiger, verliet hij de PRL. Bij de verkiezingen van 1978 trok hij in het arrondissement Charleroi-Thuin een dissidente liberale lijst voor de Belgische Senaat, maar geraakte echter niet verkozen. In juni 1979, enkele maanden voor zijn dood, trok Hubaux bij de verkiezingen voor het Europees Parlement opnieuw een dissidente liberale lijst, maar geraakte ook deze keer niet verkozen.